# スペンサー・アダムズ
スペンサー・アダムズ（Spencer Adams, 1898年6月21日 - 1970年11月24日）は、メジャーリーグベースボールの右投右打の内野手。アメリカ合衆国のユタ州出身。

## 経歴
1923年にピッツバーグ・パイレーツ、1925年にワシントン・セネタース（現・ミネソタ・ツインズ）、1926年にニューヨーク・ヤンキース、1927年にセントルイス・ブラウンズ（現・ボルチモア・オリオールズ）でプレーした。野球人生が終わると、彼はユタ州高速道路局で保守員をした。アダムスは、ユタ州ソルトレイクシティーで亡くなった。